# Kola (by)
Kola (russisk: Ко́ла, tr. Kola; nordsamisk: Guoládat; skoltesamisk: Kuâlõk) er en by med 8.933(2023) indbyggere, beliggende på Kolahalvøen i Murmansk oblast i det nordvestlige Rusland ca. 12 syd for Murmansk og 25 km sydvest for Severomorsk. Byen Kola ligger, hvor floderne Kola og Tuloma flyder sammen. Sandsynligvis kommer navnet Kola fra floden Kola, der igen er navngivet efter det finsk-ugriske ord "Kulyoki", som betyder "fisk".

## Historie
Udgravninger har vist, at området omkring Kola har været beboet mindst 2.000 år. Byen Kola nævnes første gang i 1264 som beboet af Pomorer. I 1565 blev Kola udvidet med et fort, som modstod svenskernes forsøg på at indtage det mellem 1590 og 1595 under den Den nordiske 25-årskrig. Byen havde sin storhedstid i 1600-tallet, hvor den var et centrum for handel og skibsrejser til Spitsbergen og Novaja Zemlja. Petsjengaklosteret flyttede også dertil i denne periode.[kilde mangler]
Kola blev officielt givet status af by i 1784, men mistede langsomt sin strategiske betydning, da Rusland fik adgang til Østersøen. Byen blev nedbrændt og ødelagt under Krimkrigen, da et britisk krigsskib bombarderede den i 24 timer. Kun to stenbygninger overlevede, den ene Bebudelseskatedralen (1800 – 1809) som stadig er byens mest iøjnefaldende bygning. Den ødelagte by blev senere overgået af den nærtliggende Murmansk, af hvilken den i dag ofte anses som forstad til.